# HD 116458
HD 116458，又名CP-69 1838，SAO 257042、HR 5049，是一颗恒星，视星等为5.67，位于銀經305.8，銀緯-7.95，其B1900.0坐标为赤經13h 18m 32.5s，赤緯-70° -7.95′ 21″。